# Campanyes balcàniques de Maurici
Les campanyes balcàniques de Maurici van ser una sèrie d'expedicions militars conduïdes per l'emperador romà Maurici (582–602) en un intent de defensar les províncies balcàniques de l'Imperi romà oriental dels àvars i els eslaus. Maurici va ser l'únic emperador romà oriental, a part de Anastasi I, que va fer tot el possible perdur a terme determinades mesures als Balcans durant l'Antiguitat tardana, tenint cura de la seguretat de la frontera nord davant les incursions dels àvars i eslaus. Durant la segona meitat del seu regnat, les campanyes als Balcans van ser el focus principal de la seva política exterior; la firma d'un tractat de pau favorable amb Pèrsia el 591 va permetre transferir tropes veteranes del front persa a la regió. La reorientació dels esforços romans aviat va donar els seus fruits: els freqüents fracassos romans fins a 591 van donar pas a una sèrie de victòries.
Encara que es creu que les seves campanyes van ser només una mesura simbòlica i que l'autoritat romana als Balcans es va esvair immediatament després del seu derrocament en 602, Maurici estava aconseguint impedir l'establiment eslau als Balcans i gairebé va aconseguir mantenir la situació de l'Antiguitat tardana en la zona. Els seus assoliments es van desfer a penes deu anys després del seu derrocament. Retrospectivament, les campanyes van ser les últimes de la sèrie de clàssiques campanyes romanes contra els bàrbars en el Rin i el Danubi, que van retardar dues dècades l'assentament eslau als Balcans. Respecte als eslaus, les campanyes tenien el tret típic de les quals abordaven els romans contra tribus no organitzades, que modernament es diu guerra asimètrica.

## La Península dels Balcans abans de 582
La regió més abandonada pels predecessors de Maurici van ser els Balcans. Justinià I havia descuidat les defenses balcàniques contra els eslaus, els qui des de llavors van amenaçar la frontera i van saquejar les províncies balcàniques. Tot i que va reconstruir les fortificacions del limes del Danubi, va evitar les campanyes contra els eslaus i es va centrar en les guerres orientals i occidentals. El seu nebot i successor, Justí II, fent ús de la diplomàcia, va enemistar els àvars amb els gèpides i després amb els eslaus, però l'única conseqüència va ser fer del gran Kaganat àvar una amenaça més poderosa que la dels gèpides i els eslaus. Quan Justí II va deixar que els àvars ataquessin als eslaus des de territori romà, aviat van descobrir on es podia obtenir més botí. Per a empitjorar les coses, Justí II va emprendre una nova guerra contra Pèrsia, transferint forces a l'est que eren necessàries als Balcans. El predecessor i sogre de Maurici, Tiberi II Constantí, va buidar el tresor. Per totes aquestes raons, les incursions eslaves als Balcans van continuar.
Uns mesos abans de l'ascens de Maurici, a l'hivern de 581/582, el gran kan àvar Bayan, ajudat per auxiliars eslaus, va prendre Sírmium, un gran assentament fortificat al sud del Danubi. Amb això, Bayan va establir una nova base d'operacions dins del territori romà des d'on podia atacar qualsevol lloc dels Balcans sense obstacles. Mentrestant els romans van haver de suportar les incursions àvares i eslaves i esperar que les seves forces apostades a Singidúnum poguessin desbaratar-les; aquest contingent romà representava una amenaça constant per a la pàtria àvara, situada enllà el Danubi. La presència romana a Singidúnum va ser prou forta com per a afectar part de les constants incursions d'àvares. No obstant això, no van poder evitar-les totalment. Els àvars no van evacuar el territori fins que els romans van acordar pagar vuitanta mil sòlids anuals. Els eslaus, parcialment sota el govern àvar, no estaven obligats pel tractat i van continuar saquejant el sud del Danubi.

## Incursions àvares i eslaves (582-591)
El 583, els àvars van exigir un augment del tribut a cent mil sòlids. Maurici va decidir cessar els pagaments, ja que va arribar a la conclusió que noves concessions només suscitarien exigències addicionals. La renovada invasió àvara va començar el 583 amb la conquesta de Singidúnum, que va caure després d'una aferrissada resistència. Els àvars van marxar veloçment cap a l'est, es van apoderar de Viminacium i Augustae, i van aconseguir fins i tot Anquialos en només tres mesos de guerra. Una ambaixada romana es va reunir amb ells prop de Anquialos, però les negociacions es van trencar després que el gran kan amenacés amb noves conquestes, la qual cosa va originar una resposta irada de Comencíol, un dels ambaixadors romans. No obstant això, Maurici va establir la pau el 584 en acceptar pagar els cent mil sòlids que havien reclamat originalment els àvars. No obstant això, els eslaus no es van veure obstaculitzats pel tractat i van començar a saquejar el sud de Macedònia i Grècia, com el demostren moltes acumulacions de monedes a la regió, particularment a l'Àtica, prop d'Atenes, i al Peloponès.
Amb les forces de Maurici ocupades en la guerra contra els perses causada per Justí II, només va poder reunir un petit exèrcit contra els àvars i els eslaus que rondaven als Balcans. Els seus esforços es van veure obstaculitzats pel fet que les operacions en la península eren un assumpte completament defensiu. A diferència del teatre persa, el dels Balcans oferia poques possibilitats que un soldat augmentés la seva paga mitjançant el pillatge, la qual cosa feia que lluitar allí no fos tan atractiu. A les tropes desmotivades de Maurici els va resultar difícil aconseguir fins i tot una victòria menor. La victòria de Comencíol a Adrianopolis el 584/585, poc habitual en aquells dies, va provocar que les incursions eslaves es desviessin cap a Grècia. L'evident destrucció de vastes extensions de l'antiga Atenes probablement va ocórrer en aquells dies.
Més tard, la situació als Balcans es va deteriorar de tal manera que el 585, el rei persa, Ormazd IV, confiava a obtenir un tractat de pau que li deixés Armènia. Maurici va rebutjar pactar i va poder negociar termes de pau molt més avantatjosos el 591, després de diversos triomfs en el camp de batalla.
Amb la caiguda de Singidúnum, els àvars van poder atacar i destruir les ciutats fortificades de Ratiaria i Oescus, al costat del Danubi, i van assetjar Tessalònica el 586; al mateix temps, van saquejar la península grega fins al Peloponès. Sota el lideratge de Comencíol, l'exèrcit romà superat en número va evitar qualsevol enfrontament i es va limitar a destorbar les incursions àvares mitjançant escaramusses i atacs nocturns, un recurs tàctic aconsellat per l'Estratègicon de Maurici. El 586 i 587, Comencíol va obtenir diverses victòries contra els eslaus al baix Danubi i en dues ocasions gairebé va atrapar al gran kan àvar Bayan. A Tomis, a la vora del Mar Negra el gran kan va escapar a través de les maresmes. En una altra emboscada que li van parar a les vessants meridionals dels Balcans, es va salvar per la falta de comunicació entre les tropes romanes.
A l'any següent, Prisc va assumir el comandament. La seva primera campanya a Tràcia i Mèsia va resultar un fracàs que fins i tot va encoratjar als àvars a avançar fins a la Mar de Màrmara. No obstant això, a mesura que l'estat dels ponts dels àvars sobre el riu Sava, prop de Sirmium, es deteriorava, la seva pressió va minvar.
Així i tot, Maurici va fer tot el possible per a reforçar les seves tropes als Balcans, mentre continuava el saqueig eslau. Esperava obtenir més diners en reduir la paga dels soldats en un quart. L'anunci del pla va provocar un motí al front persa el 588, la qual cosa va obligar a Maurici a abandonar-lo. Com a conseqüència, va comptar amb mitjans limitats per a mantenir a ratlla als àvars i eslaus durant els tres anys següents.

## Campanyes del 591-595
A finals d'estiu del 591, Maurici finalment va fer les paus amb el rei persa Còsroes II, qui va cedir gran part d'Armènia a l'Imperi Romà. Per fi, els veterans de les guerres perses estaven a la seva disposició i disposava del potencial de reclutament d'Armènia. La disminució de la pressió àvara i persa va permetre als romans centrar-se en els eslaus durant el 590/591. Maurici ja havia visitat personalment Anquialos i altres ciutats de Tràcia el 590 per a supervisar la seva reconstrucció i augmentar l'ànim de les tropes i la població local. Després de fer les paus amb Pèrsia, va accelerar el procés d'enviar tropes als Balcans.
L'any 592, els seus soldats van recuperar Singidúnum. Les unitats romanes més petites patrullaven i perseguien a les bandes eslaves en Mèsia, restablint les línies de comunicació entre les ciutats romanes. L'objectiu de Maurici era restablir una línia de defensa sòlida al llarg del riu Danubi, com l'havia fet Anastasi I un segle abans. A més, tenia la intenció de mantenir als àvars i eslaus allunyats del territori balcànic envaint les seves terres. En permetre que els soldats complementessin el seu salari mitjançant el saqueig de territori enemic, els va fer més atractives les campanyes.
El general Prisc va començar a obstaculitzar als eslaus que creuaven el Danubi durant la primavera del 593. Els va derrotar diverses vegades abans de creuar el Danubi per a continuar la lluita als pantans i boscos inexplorats de la Gran Valaquia actual, fins la tardor. Després, va desobeir l'orde de Maurici de passar l'hivern a la riba nord del Danubi, entre els pantans, rius congelats i els boscos sense fulles. Prisc es va retirar a hivernar a (Odeso). Això va permetre una nova incursió eslava en Mèsia i Macedònia el 593/594, durant la qual les ciutats de Aquis, Scupi i Zaldapa a Dobruya van ser atacades.
L'any 594, Maurici va rellevar a Prisc i el va reemplaçar pel seu propi germà Pere, menys experimentat. Malgrat el seu fracàs inicial, Pere va mantenir la seva posició i va derrotar els eslaus (Prisc els anomena búlgars) a Marcianòpolis i va patrullar el Danubi entre Noves i la Mar Negra. A finals d'agost, va creuar el Danubi prop de Securisca, a l'oest de Novae, i es va obrir pas fins al riu Helibacia, la qual cosa va desbaratar els preparatius eslaus per a noves campanyes de saqueig.
Aquest èxit va permetre a Prisc, al qual se li havia confiat el comandament d'un altre exèrcit amb l'encàrrec d'evitar un setge àvar de Singidúnum el 595, posar en marxa una acció combinada amb la flota romana del Danubi. El fet que els àvars es retiressin i abandonessin els seus plans de destruir la ciutat i deportar als seus habitants, com ja van fer el 584 quan es van apoderar d'ella, va mostrar la seva falta de confiança i l'amenaça que van veure en la fortalesa fronterera.
Posteriorment, els àvars es van dirigir a Dalmàcia, on van saquejar diverses fortaleses, evitant combatre amb Prisc. Als comandants romans mai els van preocupar massa les incursions dels bàrbars en aquesta província remota i empobrida, per la qual cosa Prisc va haver d'actuar amb cautela. No podia permetre's el luxe de descuidar la defensa del Danubi, per la qual cosa va enviar un petit destacament a acabar la incursió àvara. El contingent va destorbar la marxa de l'enemic i fins i tot va recuperar part del botí que aquest havia obtingut.

## Interludi pacífic (596-597)
Després d'aquesta única incursió àvara a la Dalmàcia, d'escàs profit, només va haver-hi accions menors als Balcans durant aproximadament un any i mig. Descoratjats per la falta d'èxit, els àvars van veure més possibilitats de botí a Occident i van escometre als Francs el 596. Mentrestant, els romans van usar Marcianòpolis, prop de Odeso, com a base d'operacions al Danubi inferior contra els eslaus, encara que no van aprofitar l'absència dels àvars. D'altra banda, no va haver-hi grans incursions eslaves en territori imperial.

## Campanyes renovades (597-602)
Enfortits pels pagaments dels francs, els àvars van reprendre les seves campanyes danubianes durant la tardor de 597, la qual cosa va sorprendre els romans. Van aconseguir fins i tot assetjar a l'exèrcit de Prisc a Tomis. El 30 de març de 598, no obstant això, van aixecar el setge, ja que Comencíol s'acostava al capdavant d'un exèrcit de socors recentment reclutat. Comencíol, un cop creuades les muntanyes Hemus, va moure's al llarg del Danubi arribant a Zikidiba, prop de l'actual Medgidia, a només trenta quilòmetres de Tomis. Per raons que es desconeixen, Prisc no va perseguir als àvars ni va anar a ajudar a Comencíol. Qui es va veure obligat a retirar-se cap a Iatrus, on, no obstant això, les seves tropes van ser derrotades i van haver d'obrir-se pas cap al sud per la Serralada d'Hemus. Els àvars van aprofitar la victòria per a avançar cap a Drizipera, prop de Arcadiòpolis, entre Adrianòpolis i Constantinoble, on van acampar. Allà va esclatar un gran brot de pesta i una gran part de l'exèrcit àvar i set fills del gran kan hi van morir.
Comencíol va ser rellevat temporalment del comandament i reemplaçat per Filípic, i Maurici va convocar a les faccions del Circ i els seus propis guardaespatlles per a defensar els llargs murs a l'oest de Constantinoble. Maurici va aconseguir comprar una treva amb els àvars, i aquest mateix any es va concloure un tractat de pau amb Bayan, el gran kan, que permetia explícitament les expedicions romanes a Valàquia. Els romans van emprar la resta de l'any a reorganitzar les seves forces i analitzar les causes del fracàs.
A l'any següent, el 598, els romans van infringir el tractat: Prisc va conduir l'exèrcit a la comarca de Singidúnum i va passar l'hivern allà. Ja durant el 599, els exèrcits de Prisc i Comencíol van marxar riu avall cap a Viminacium i van creuar el Danubi. Van vèncer els àvars a la riba nord, a camp obert a la seva pròpia terra. La victòria no només va suposar la primera derrota àvara a casa seva, sinó que, a més a més, van morir-hi també diversos fills més de Bayan. Aprofitant la victòria, Prisc, va penetrar més al nord en la plana panónica, la pàtria àvara. Va derrotar als àvars al cor del seu imperi, mentre Comencíol romania prop del Danubi. Després, Prisc va devastar àmplies extensions de terra a l'est del riu Tisza, de la mateixa manera que els àvars i els eslaus havien fet als Balcans. Diverses tribus àvares i els seus súbdits gèpides van sofrir moltes baixes. Els àvars van lliurar dues batalles a la vora del Tisza, en les quals van ser novament vençuts.
A més a més,l'exarca de Ravenna Cal·línic va rebutjar els atacs eslaus a Ístria el 599.
Comencíol va reobrir el port de muntanya conegut com la Porta de Trajà, prop del modern Ihtiman, a la tardor de 599; els romans feia dècades que no l'utilitzaven. L'any 601, Pere va avançar fins al Tisza i va mantenir als àvars lluny de les cataractes del Danubi, que havien de quedar protegides de l'enemic perquè la flota del Danubi pogués acostar-se a les ciutats de Sirmium i Singidúnum. El 602, Pere va infligir una altra severa derrota als eslaus a Valàquia; aquest seguit de campanyes van portar al gran Kaganat àvar al límit del col·lapse degut al motí de diverses tribus àvares. Una de les tribus rebels es va passar fins i tot al bàndol romà. En aquest moment, els romans, havien restablert amb èxit la línia del Danubi, i la defensa avançada als territoris hostils de Valàquia i Pannònia amb èxit. No obstant això, quan Maurici va ordenar a l'exèrcit que passés l'hivern de 602/603 a la riba nord del Danubi per a continuar les campanyes i estalviar diners en acantonaments, les tropes es van amotinar, com ho havien fet el 593. Mentre que Prisc havia utilitzat el seu coneixement i iniciativa pròpia, Pere no es va atrevir a desobeir les ordres de l'emperador. Per tant, aviat va perdre el control del seu exèrcit, que va marxar directament cap a Constantinoble. Això va portar al derrocament i mort de Maurici.

## La Península dels Balcans després de 602
Maurici havia pacificat les fronteres dels Balcans, una gesta no realitzada des del regnat de Anastasi I. Els àvars i els eslaus havien estat mantinguts severament a ratlla. Les províncies es trobaven en una etapa de potencial recuperació; la reconstrucció i el reassentament eren dos eixos clau per a tornar a assegurar fermament el govern romà. Maurici havia planejat assentar als milicians armenis en les àrees despoblades i romanitzar als colons eslaus de la zona. No obstant, després del seu derrocament, aquests plans es van esvair, així com les campanyes i la possible destrucció o submissió de l'Imperi àvar. El nou emperador romà, Focas (602–610), va haver de tornar a lluitar contra els perses. Una vegada més: l'enemic oriental va ocupar Armènia en la primera fase de la nova guerra. Per tant, Focas no va poder continuar les campanyes amb la mateixa escala que abans ni assentar a cap armeni als Balcans. Això finalment va conduir a la disminució del domini romà a la Prefectura dels Balcans, posant fi a l'Antiguitat tardana a la regió.

### Campanyes balcàniques desconegudes de Focas (602–612/615)
L'opinió que el control romà dels Balcans va col·lapsar immediatament després del seu ascens no està recolzada per l'evidència.
Focas va continuar les campanyes de Maurici, encara que amb molt menys rigor i disciplina ja que va transferir gran quantitat de tropes a l'est. No obstant això, fins i tot després de 605, és poc probable que retirés totes les forces dels Balcans. No hi ha evidència arqueològica, com ara acumulacions de monedes o destrucció de comunitats, que mostrin incursions eslaves o àvares, i molt menys un col·lapse total del poder romà durant el regnat de Focas. Per contra, hi ha evidència que refugiats de Dardània, Dàcia i Pannònia van buscar protecció a Tessalònica durant el regnat del seu successor, Heracli (610–641). Fins i tot és possible que es produís una recuperació moderada sota Focas. Evidentment, moltes fortaleses van ser reconstruïdes sota Maurici o Focas. No obstant això, va ser la inacció de Focas, més o menys imposada per la deterioració de la situació en el front persa, la qual cosa va aplanar el camí per a les invasions massives de la primera dècada del regnat d'Heracli, així com l'eventual col·lapse del govern romà sobre els Balcans.

### La gran incursió eslavo-àvara (612–626)
És probable que fos Heracli qui retirés totes les forces romanes dels Balcans. La guerra civil contra Focas va conduir al col·lapse del front persa. Sumat a les campanyes àvares reeixides contra els Llombards al Friül el 610 i contra els Francs el 611, probablement van animar als àvars i els seus súbdits eslaus a renovar les seves incursions passat l'any 612. La caiguda de Jerusalem l'any 614 a mans perses va demostrar als àvars que l'Imperi no tenia capacitat per respondre. Les cròniques escrites de la dècada dels 610's registren el pillatge a l'engròs. Ciutats com Justiniana Prima i Salona van sucumbir a tals atacs. Es desconeix l'àrea que va quedar sota de les tribus eslaves, però alguns esdeveniments destaquen clarament. Com ara: la destrucció de Novae passat l'any 613, la conquesta de Naissus i Serdica i la destrucció de Justiniana Prima el 615; tres setges de Tessalònica (c.604, 615 i 617); la batalla de Heraclea Perinthus, a la vora de la Mar de Mármara el 619; Incursions eslaves a Creta el 623 i el setge de la mateixa Constantinoble l'any 626. Des del 620 en endavant, l'evidència arqueològica també proporciona evidència d'assentaments eslaus a les regions balcàniques.

### Lenta declinació dels Balcans després del 626
Algunes ciutats van sobreviure a les incursions d'àvars i eslaus i van poder mantenir comunicacions amb Constantinoble a través de la mar i els rius. Les cròniques esmenten a un comandant romà en Singidunum a mitjans del regnat d'Heracli. Gràcies als afluents del Danubi accessibles per vaixell, els assentaments romans van sobreviure com el de la Veliko Tarnovo actual, al riu Yantra, que fins i tot té una església construïda al segle vii . Heracli va aprofitar el temps transcorregut entre el final de l'última guerra contra Pèrsia el 628 i el començament dels atacs àrabs l'any 634 per a tractar de restablir almenys algun tipus d'autoritat sobre els Balcans. Evidència clara d'això és la construcció de la fortalesa de Nicòpolis el 629. Heracli també va permetre que els Serbis s'establissin als Balcans com foederati contra els àvars i els Croats a la Dalmàcia i la Baixa Pannònia; Els Croats fins i tot van empènyer la frontera cap al riu Sava l'any 630. No obstant això, en haver de lluitar contra els àrabs en l'est, no va poder acabar el seu projecte. El domini romà a les zones rurals dels Balcans es va limitar als èxits reeixits en campanyes curtes d'estiu. Les ciutats dels Balcans, tradicionalment els principals centres de la civilització romana, havien degenerat de les polis populoses riques i autosuficients de l'Antiguitat a una sèrie de kastron limitats i fortificats. No van poder formar un nucli cultural i econòmic sobre el qual es pogués construir l'estat romà. La seva població va ser llavors assimilada pels colons eslaus. Així i tot, algunes ciutats al llarg del Danubi van conservar els seus trets romans fins a la invasió proto-búlgara de 679, estant també sota el domini romà fins aleshores. El fet que els Protobúlgars usessin una forma degradada del grec com la seva llengua administrativa mostra que la població i les estructures administratives romanes existien allí fins i tot després del 679. A la Dalmàcia, la llengua romànica (dàlmata) va persistir fins a finals del segle xix.
En resum, el declivi del poder romà als Balcans va ser un esdeveniment lent donat a la manca de presència militar romana. Al no comptar amb tropes als Balcans, l'Imperi no va poder proporcionar una comunicació segura entre les ciutats. Només va ser capaç d'imposar-hi dominis breus, insuficients com per a assimilar la població eslava. No obstant això, va utilitzar qualsevol oportunitat donada per les pauses d'activitat en el front àrab per a subjugar als eslaus i reassentar-los en massa a Àsia Menor.
Dos segles més tard, Tràcia i Grècia van tornar a ser hel·lenitzades, mentre que, amb l'excepció dels albanesos i els Valacs proto-romanesos, la resta dels Balcans romans van quedar permanentment eslavitzats.